# 哈里·爱德华
哈里·爱德华（英語：Harry Edward，1898年4月15日—1973年7月8日），英国男子田径运动员。他曾代表英国参加1920年夏季奥林匹克运动会田径比赛，获得男子100米和男子200米铜牌。